# (463980) 2014 WN40
(463980) 2014 WN40 es un asteroide perteneciente al cinturón de asteroides, descubierto el 11 de septiembre de 2004 por el equipo Spacewatch desde el Observatorio Nacional de Kitt Peak (Arizona, Estados Unidos).